# Eriosema
Genre
Eriosema est un genre de plantes à fleurs dicotylédones de la famille des Fabaceae, sous-famille des Faboideae, à répartition pantropicale, qui comprend environ 150 espèces acceptées.
Ce sont  des sous-arbrisseaux ou des plantes herbacées, à port plus ou moins dressé, présentant généralement des racines tubérisées.
Les tubercules de certaines espèces, notamment Eriosema chinense, sont consommés traditionnellement dans certaines régions d'Asie et d'Australie. 

## Liste d'espèces
Selon The Plant List (15 décembre 2018) :
- Eriosema acuminatum (Eckl. & Zeyh.) C.H.Stirt.
- Eriosema adamaouense Jacq.-Fel.
- Eriosema adamii Jacq.-Fel.
- Eriosema affine De Wild.
- Eriosema afzelii Baker
- Eriosema albo-griseum Baker f.
- Eriosema andohii Milne-Redh.
- Eriosema angustifolium Burtt Davy
- Eriosema arachnoideum Verdc.
- Eriosema bauchiense Hutch. & Dalziel
- Eriosema benguellense Rossberg
- Eriosema benthamianum Benth.
- Eriosema betsileense Du Puy & Labat
- Eriosema bieense Torre
- Eriosema boelckei Fortunato
- Eriosema bogdanii Verdc.
- Eriosema bojeri Baker
- Eriosema bojerianum (Bojer) Benth. ex Baker
- Eriosema brachybotrys Harms
- Eriosema brachyrhachis Harms
- Eriosema brevipes Grear
- Eriosema buchananii Baker f.
- Eriosema burkei Harv.
- Eriosema campestre Benth.
- Eriosema chevalieri (Harms) Hutch. & Dalziel
- Eriosema chicamba Baker f.
- Eriosema chinense Vogel
- Eriosema chrysadenium Taub.
- Eriosema claessensii De Wild.
- Eriosema congestum Benth.
- Eriosema cordatum E.Mey.
- Eriosema cordifolium A.Rich.
- Eriosema corymboides M. Sousa & Fortunato
- Eriosema crassicaule Grear
- Eriosema crinitum (Kunth) G.Don
- Eriosema cupreum Harms
- Eriosema cyclophyllum Baker f.
- Eriosema decumbens Hauman
- Eriosema defoliatum Benth.
- Eriosema diffusum (Kunth) G.Don
- Eriosema distinctum N.E.Br.
- Eriosema dregei E.Mey.
- Eriosema elliotii Baker f.
- Eriosema ellipticifolium Schinz
- Eriosema ellipticum Baker
- Eriosema englerianum Harms
- Eriosema erici-rosenii R.E.Fr.
- Eriosema flemingioides Baker
- Eriosema flexuosum Staner
- Eriosema floribundum Benth.
- Eriosema gironcourtianum Jacq.-Fel.
- Eriosema glabrum Benth.
- Eriosema glaziovii Harms
- Eriosema glomeratum (Guill. & Perr.) Hook.f.
- Eriosema gossweileri Baker f.
- Eriosema gracillimum Baker f.
- Eriosema grandiflorum (Schltdl. & Cham.) G.Don
- Eriosema griseum Baker
- Eriosema gunniae C.H.Stirt.
- Eriosema harmsiana Dinter
- Eriosema hasslerianum Chodat
- Eriosema hereroense Schinz
- Eriosema heterophyllum Benth.
- Eriosema himalaicum H.Ohashi
- Eriosema humile Hauman
- Eriosema irwinii Grear
- Eriosema jurionianum Staner & De Craene
- Eriosema kankolo Hauman
- Eriosema kraussianum Meissner
- Eriosema kwangoense Hauman
- Eriosema latericola Jacq.-Fel.
- Eriosema latifolium (Harv.) C.H.Stirt.
- Eriosema laurentii De Wild.
- Eriosema laxiflorum Harms
- Eriosema lebrunii Staner & De Craene
- Eriosema letouzeyi Jacq.-Fel.
- Eriosema linifolium Baker f.
- Eriosema longicalyx Grear
- Eriosema longiflorum Benth.
- Eriosema longifolium Benth.
- Eriosema longipedunculatum (A.Rich.) Baker
- Eriosema longiunguiculatum Hauman
- Eriosema lucipetum C.H.Stirt.
- Eriosema luteopetalum C.H.Stirt.
- Eriosema macrostipulum Baker f.
- Eriosema manikense De Wild.
- Eriosema molle Milne-Redh.
- Eriosema montanum Baker f.
- Eriosema monticola Taub.
- Eriosema multiflorum Robinson
- Eriosema naviculare C.H.Stirt.
- Eriosema nutans Schinz
- Eriosema obovatum Benth.
- Eriosema palmeri S.Watson
- Eriosema parviflorum E.Mey.
- Eriosema pauciflorum Klotzsch
- Eriosema pellegrinii Tisser.
- Eriosema pentaphyllum Harms
- Eriosema platycarpon Micheli
- Eriosema polystachyum Baker
- Eriosema populifolium Harv.
- Eriosema preptum C.H.Stirt.
- Eriosema procumbens Baker
- Eriosema prorepens Benth.
- Eriosema prunelloides Baker f.
- Eriosema pseudodistinctum Verdc.
- Eriosema pseudostolzii Verdc.
- Eriosema psiloblepharum Baker f.
- Eriosema psoraleoides (Lam.) G.Don
- Eriosema pulchellum (Kunth) G.Don
- Eriosema pulcherrimum Taub.
- Eriosema pumilum Verdc.
- Eriosema pycnanthum Benth.
- Eriosema pygmaeum Baker
- Eriosema quarrei Baker f.
- Eriosema ramosum Baker f.
- Eriosema raynaliorum Jacq.-Fel.
- Eriosema rhodesicum R.E.Fr.
- Eriosema rhynchosioides Baker
- Eriosema riedelii Benth.
- Eriosema rigidum Benth.
- Eriosema robinsonii Verdc.
- Eriosema robustum Baker
- Eriosema rossii C.H.Stirt.
- Eriosema rufum (Kunth) G.Don
- Eriosema rugosum M. Sousa & O. Téllez
- Eriosema sacleuxii Tisser.
- Eriosema salignum E.Mey.
- Eriosema schweinfurthii Baker f.
- Eriosema scioanum Avetta
- Eriosema shirense Baker f.
- Eriosema simplicifolium (Kunth) G.Don
- Eriosema sparsiflorum Baker f.
- Eriosema speciosum Baker
- Eriosema spicatum Hook.f.
- Eriosema squarrosum (Thunb.) Walp.
- Eriosema stanerianum Hauman
- Eriosema stenophyllum Harms
- Eriosema strictum Benth.
- Eriosema tacuaremboense Arechav.
- Eriosema tenuicaule Hauman
- Eriosema tephrosioides Harms
- Eriosema terniflorum Baker f.
- Eriosema tessmannii Baker f. & Haydon
- Eriosema tisserantii Staner & De Craene
- Eriosema transvaalense C.H.Stirt.
- Eriosema tuberosa (Buch.-Ham. ex D. Don) F.T. Wang & Tang
- Eriosema tuberosum A.Rich.
- Eriosema ukingense Harms
- Eriosema umtamvunense C.H.Stirt.
- Eriosema vanderystii (De Wild.) Hauman
- Eriosema venulosum Benth.
- Eriosema verdickii De Wild.
- Eriosema violaceum (Aubl.) G.Don
- Eriosema welwitschii Baker f.
- Eriosema youngii Baker f.
- Eriosema zuluense C.H.Stirt.